# Richard Olsen
Peter Richard Olsen (Sorø, 31 ottobre 1911 – Sorø, 13 febbraio 1956) è stato un canottiere danese.

## Palmarès

### Olimpiadi
- 1 medaglia:
  - 1 argento (Berlino 1936 nel due senza)

### Europei
- 7 medaglie:
  - 2 ori (Liegi 1930 nel quattro con; Budapest 1933 nel quattro senza)
  - 4 argenti (Bydgoszcz 1929 nel quattro con; Parigi 1931 nel quattro con; Belgrado 1932 nel quattro con; Amsterdam 1937 nel due senza)
  - 1 bronzo (Milano 1938 nel due senza)